# Dingelsundet
Dingelsundet is een plaats in de gemeente Karlstad in het landschap Värmland en de provincie Värmlands län in Zweden. De plaats heeft 54 inwoners (2005) en een oppervlakte van 16 hectare. De plaats ligt op een schiereiland en grenst aan het Vänermeer, het grootste meer van Zweden. Vlak bij de plaats is de monding van de rivier de Klarälven. Voor de rest bestaat de directe omgeving van Dingelsundet vooral uit bos. De stad Karlstad ligt zo'n vijf kilometer ten noorden van het dorp.